# Новиков, Иван Васильевич (депутат от Чувашской АССР)
Иван Васильевич Новиков (6 октября 1901 или 6 [19] октября 1901, Нижегородская губерния — 23 октября 1984, Чебоксары) — советский хозяйственный, государственный и политический деятель.

## Биография
Родился в 1901 году в селе Ленинская Слобода Лысковского района Нижегородской области. Член ВКП(б) с 1925 года.
С 1919 года — на хозяйственной, общественной и политической работе. В 1919—1959 гг. — матрос на волжских пароходах, на Военно-морском флоте, пропагандист, заведующий агитационно-пропагандистским отделом Нижегородского уездного комитета ВКП(б), заведующий сектором Нижегородского окружного комитета партии, заместитель начальника политотдела Ляховской МТС Горьковского края, начальник политотдела Урмарской МТС, первый секретарь Ишлейского и Шумерлинского райкомов ВКП(б), народный комиссар коммунального хозяйства Чувашской АССР, первый секретарь Кувакинского райкома ВКП(б), первый секретарь Канашского горкома КПСС.
Избирался депутатом Верховного Совета СССР 1-го созыва.
Умер в 1984 году в Чебоксарах.